# 共和村 (山口県)
共和村（きょうわそん）は、山口県美祢郡にあった村。現在の美祢市秋芳町嘉万・秋芳町青景にあたる。

## 地理
- 山岳 ： 烏帽子岳、高山、桂木山、如意ヶ岳、城山、天井山
- 河川 ： 厚東川

## 歴史
- 1889年（明治22年）4月1日 - 町村制の施行により、嘉万上郷村・青景村の区域をもって発足。
- 1955年（昭和30年）4月1日 - 秋吉村・岩永村・別府村と合併して秋芳町が発足。同日共和村廃止。

## 名所・旧跡・観光スポット・祭事・催事
- 秋吉台